# Tortequesne
Tortequesne là một xã ở tỉnh Pas-de-Calais, vùng Hauts-de-France của Pháp.

## Địa lý
Tortequesne bao quanh bởi hồ và đầm lầy, cự ly 13 dặm (20,9 km) về phía đông Arras, tại giao lộ của các tuyến đường D43 và D956 ở ranh giới với tỉnh Nord.

## Dân số
| 1962                                                         | 1968 | 1975 | 1982 | 1990 | 1999 | 2006 |
| ------------------------------------------------------------ | ---- | ---- | ---- | ---- | ---- | ---- |
| 415                                                          | 489  | 504  | 578  | 719  | 686  | 723  |
| Số liệu điều tra dân số từ năm 1962: Dân số không tính trùng |      |      |      |      |      |      |

## Địa điểm nổi bật
- Nhà thờ St.Martin, thế kỷ 19.